# وستفالیا (تگزاس)
وستفالیا (به انگلیسی: Westphalia) یک منطقهٔ مسکونی در ایالات متحده آمریکا است که در شهرستان فالز، تگزاس واقع شده‌است. وستفالیا ۱۸۶ نفر جمعیت دارد و ۱۷۴٫۹۶ متر بالاتر از سطح دریا واقع شده‌است.